# Potschling
Potschling je naselje v Občini Eržen v Okraju Špital ob Dravi  na Koroškem v Avstriji.